# Vương Lập Quân
Vương Lập Quân (trung ngữ: 王立軍, mông ngữ: ᠦᠨᠡᠨᠪᠠᠭᠠᠲᠤᠷ; bính âm: Wang Lijun) (sinh ngày 26 tháng 12 năm 1959) là một quan chức cảnh sát địa phương Trung Quốc. Ông từng là phó thị trưởng và chủ nhiệm Ủy ban anh ninh Trùng Khánh, và cảnh sát trưởng của thành phố. Đồng thời ông là cánh tay phải đắc lực của Bạc Hy Lai, cựu lãnh đạo Đảng thành phố Trùng Khánh và ủy viên ban chấp hành trung ương Đảng cộng sản Trung Quốc.
Trong thời gian đương chức, Vương có dính líu đến một số vụ tham nhũng và bê bối chính trị bao gồm việc nghe lén các lãnh đạo cao cấp từng viếng thăm Trùng Khánh, và là người tích cực tham gia đàn áp môn khí công Pháp Luân Công.
Ông nổi tiếng vì sự cố bỏ trốn đến lãnh sự quán Mỹ ở Thành Đô, một vụ bê bối chính trị nghiêm trọng ở Trung Quốc năm 2012. Bê bối này đã dẫn đến vụ sụp đổ sự nghiệp chính trị của bản thân ông và cấp trên của mình, Bạc Hy Lai.

## Sự nghiệp
Vương bắt đầu sự nghiệp của mình trong ngành công an vào năm 1983, khi ông gia nhập vào lực lượng cảnh sát tỉnh Liêu Ninh. Năm 1984, ông trở thành một sĩ quan cảnh sát giao thông và thăng tiến nhanh chóng trong sở công an. Từ năm 1992 đến 1995, ông giữ chức vụ phó giám đốc sở công an thị trấn Thiết Pháp, Liêu Ninh. Và từ năm 1995 đến 2000 giữ vị trí tương tự tại thành phố Thiết Lĩnh. Năm 2000, Vương được bổ nhiệm làm giám đốc sở công an Thiết Lĩnh, và được để ý vì chiến dịch tấn công tham nhũng và các băng đảng tội phạm của mình.
Trong nhiệm kỳ ở Thiết Lĩnh, Vương được cho là có liên can đến một vụ tham nhũng. Các tình tiết liên quan đến vụ việc không được rõ rằng mặc dù có nghi vấn rằng Vương đã dính líu đến vụ tham nhũng này. Người kế nhiệm Vương làm giám đốc sở công an thành phố Thiết Lĩnh là Cốc Phụng Kiệt được đưa tin đang bị giam giữ chờ thẩm vấn do các cáo buộc tham ô.
Vương bắt đầu giao thiệp với Bạc Hy Lai khi Bạc còn giữ chức chủ tịch tỉnh Liêu Ninh, và theo Bạc đến Trùng Khánh sau đó. Tháng 6 năm 2008, Vương Lập Quân được bổ nhiệm làm cảnh sát trưởng thành phố Trùng Khánh và trở thành cánh tay phải của Bạc Hy Lai. Ngày 10 tháng 7 năm 2009, Bạc phát động chiến dịch chống lại các băng đảng xã hội đen với Vương là người thực thi chủ chốt. Vương đóng vai trò trung tâm trong các chiến dịch "đánh mạnh" ở Trùng Khánh, dẫn đến 1,544 nghi phạm bị bắt. Gần 6,000 người, trong đó có các doanh nhân giàu có, cố vấn chính phủ, trùm băng đảng và quan chức cảnh sát cao cấp đã bị bắt vì các chiến dịch chống tội phạm của Vương kể từ năm 2009. Tờ South China Morning Post tường thuật rằng các trùm tội phạm địa phương đã từng treo giải thưởng 6 triệu nhân dân tệ cho đầu của Vương.
Sự tích cực của Vương trong đấu tranh chống tội phạm đã dẫn đến việc bổ nhiệm ông ta vào Hội đồng nhân dân. Các giai thoại về Vương xuất hiện như là thông tin tuyên truyền chống tham nhũng và chống tội phạm trong các phóng sự tài liệu truyền hình và báo chí.

## Đàn áp Pháp Luân Công
Khi cuộc đàn áp Pháp Luân Công do Giang Trạch Dân khởi xướng nổ ra trên khắp Trung Quốc vào tháng 7 năm 1999, giống như nhiều viên chức mong muốn thăng quan tiến chức nhanh chóng, Vương Lập Quân đã hăng hái đàn áp các học viên Pháp Luân Công. 
Năm 2002, khi Vương Lập Quân giữ chức giám đốc sở cảnh sát thành phố Thiết Lĩnh, ông đã chủ động tham gia vào cuộc đàn áp và đã gây ra nhiều tội ác nghiêm trọng. Trong năm đó, các nhân viên cảnh sát dưới sự chỉ đạo của Vương đã bắt và tra tấn dã man hàng chục học viên Pháp Luân Công, nhiều người bị đưa đi các trại lao động cưỡng bức, một số bị kết án tù từ 7-8 năm. Sau khi Vương được bổ nhiệm làm trưởng cảnh sát Cẩm Châu vào tháng 5 năm 2003, một số lượng lớn học viên Pháp Luân Công được báo cáo là "mất tích", cho đến nay vẫn chưa tìm thấy.
Từ tháng 5 năm 2003 đến tháng 6 năm 2008, Vương giữ chức giám đốc và bí thư sở cảnh sát Cẩm Châu và phó thị trưởng của thành phố này. Ngay trong năm đầu giữ chức giám đốc sở cảnh sát, Vương đã thành lập Trung tâm nghiên cứu tâm lý học tại chỗ (OSPRC) chuyên về nghiên cứu về cấy ghép tạng. Đây được xem là nơi mà Vương đã tiến hành việc giết hại các học viên Pháp Luân Công để lấy nội tạng. Trong bài phát biểu tại lễ nhận giải thưởng Quang Hoa vì những đóng góp "xuất sắc", Vương đã thừa nhận rằng Trung tâm do ông sáng lập đã tiến hành hàng ngàn nghiên cứu cấy ghép nội tạng. Tuy nhiên những đối tượng nghiên cứu và số lượng nội tạng cấy ghép là một dấu hỏi lớn vì không có hệ thống hiến tặng nội tạng nào ở Trung Quốc, do phong tục giữ toàn vẹn thân thể sau khi chết ở đất nước này. Số lượng lớn các ca thí nghiệm cấy ghép tạng diễn ra cùng thời điểm với sự leo thang của cuộc đàn áp Pháp Luân Công ở Liêu Ninh do Vương Lập Quân chỉ huy. Vương đã lưu lại hồ sơ các hoạt động cấy ghép nội tạng và sau đó chuyển giao chúng cho chính phủ Mỹ trong vụ đào thoát đến lãnh sự quán Mỹ ở Thành Đô.

## Các vụ việc khác

### Chiến dịch nghe lén
Dưới sự chỉ đạo của Bạc Hy Lai, Vương Lập Quân đã thành lập một mạng lưới theo dõi bằng thiết bị điện tử ở khắp Trùng Khánh như một nỗ lực nhằm trấn áp tội phạm trong thành phố. Mạng lưới này bao gồm việc thu âm, nghe lén điện thoại và theo dõi các hoạt động trên internet.
Tuy nhiên, hệ thống theo dõi này không chỉ nhắm vào tội phạm địa phương, mà còn cả các lãnh đạo trung ương cấp cao, gồm cả chủ tịch nước Hồ Cẩm Đào. Theo một nguồn tin thân cận từ chính phủ Trung Quốc thì Bạc Hy Lai đã cho nghe lén tất cả các lãnh đạo cao cấp từng viếng thăm Trùng Khánh. Sự việc vỡ lở khi một cuộc điện thoại giữa chủ tịch nước Hồ Cẩm Đào và quan chức chống tham nhũng Mã Văn được phát hiện đã bị nghe lén. Phát hiện này làm Bắc Kinh rất giận dữ và cử bốn đội điều tra độc lập đến Trùng Khánh. Lúc này mọi sự nghi vấn đổ dồn vào Vương Lập Quân, kiến trúc sư của chiến dịch nghe lén. Trong quá trình điều tra vụ nghe lén, Vương rất giận Bạc vì Bạc đã cố ý đẩy tất cả trách nhiệm lên đầu ông ta. Sự việc leo thang khi Vương phát hiện rằng cả hai vợ chồng mình đã bị nghe lén dưới sự chỉ đạo của Bạc.
Trước khi chạy trốn đến lãnh sự quán Mỹ ở Thành Đô, Vương đã hai lần tố cáo với đoàn kiểm tra, một lần nặc danh và một lần ra mặt. Nội dung tố cáo là Bạc Hy Lai "chống đối chính quyền trung ương", bao gồm việc nghe lén các lãnh đạo .

### Vụ ám sát doanh nhân Neil Heywood
Ngày 14 tháng 11 năm 2011, doanh nhân người Anh Neil Heywood được tìm thấy đã chết trong phòng khách sạn của mình ở Trùng Khánh. Các dấu vết sau đó đã hướng cuốc điều tra đến Cốc Khai Lai, vợ của Bạc và là đối tác làm ăn của Neil Heywood. Với các chứng cứ thu thập được tòa án đã mở phiên điều tra và kết luận rằng Cốc Khai Lai và thuộc hạ của mình là Trương Hiểu Quân là thủ phạm chính trong vụ mưu sát.
Tuy không trực tiếp tham gia vào vụ mưu sát, nhưng Vương Lập Quân cũng đóng vai trò nhất định trong vụ án này. Theo nguồn tin từ tòa án thì trước khi ra tay sát hại Neil Heywood, Cốc Khai Lai đã tiết lộ kế hoạch với Vương. Ngoài ra Vương Lập Quân đã ghi âm được cuộc đối thoại với Cốc một ngày sau khi vụ giết người xảy ra và gửi đến nhà chức trách. Sau đó Vương Lập Quân đã đối chất với Bạc Hy Lai về sự dính líu của Cốc trong vụ mưu sát với những bằng chứng thu thập được. Bạc đã nổi giận và đấm Vương Lập Quân ngay trong buổi gặp mặt, đồng thời quyết định cản trở việc điều tra vụ giết người do lo sợ ảnh hưởng đến sự nghiệp chính trị của mình. Thái độ hung hăng của Bạc và sự biến mất của các nhân viên thuộc cấp khiến Vương Lập Quân lo lắng về sự an toàn của mình. Đây được xem là nhân tố chính dẫn đến vụ đào thoát đến lãnh sự quán Mỹ của Vương Lập Quân.

## Trốn chạy đến lãnh sự quán Mỹ
Mâu thuẫn giữa Bạc Hy Lai và Vương Lập Quân lên đến đỉnh điểm khi Bạc đấm Vương tại cuộc chất vấn về vai trò chủ mưu của Cốc Khai Lai trong vụ mưu sát doanh nhân Neil Heywood. Thêm vào đó sự biến mất của các thuộc cấp thân tín và việc Bạc Hy Lai cho người giám sát Vương đã khiến ông ta cảm thấy báo động về sự an toàn của mình. Việc Vương bất ngờ bị giáng chức vào ngày 2 tháng 2 năm 2012 xuống làm phó thị trưởng phụ trách mảng giáo dục, khoa học và môi trường là giọt nước làm tràn ly và thôi thúc Vương hành động.
Ngày 6 tháng 2 năm 2012, Vương chạy đến lãnh sự quán Mỹ ở Thành Đô với rất nhiều tài liệu. Sau cuộc nói chuyện với các viên chức lãnh sự quán, Vương được báo cáo là "tự nguyện rời khỏi". Bộ ngoại giao Trung Quốc thừa nhận sự viếng thăm của Vương đến lãnh sự quán vào ngày 9 tháng 2 năm 2012, và cho biết rằng vụ việc đang được điều tra.
Sau khi rời khỏi lãnh sự quán, Vương bị tóm bởi các nhân viên anh ninh và được quan chức trung ương từ Bắc Kinh đưa đến một nơi bi mật.
Không lâu sau chuyến viếng thăm lãnh sự quán Mỹ, cơ quan thông tin của chính quyền thành phố Trùng Khánh thông báo rằng Vương bị "bệnh nặng do làm việc quá sức thời gian dài và căng thẳng thần kinh". Họ cho biết thêm "Hiện giờ ông được chỉ định đi nghỉ dưỡng để trị bệnh".
Đầu tháng 3 năm 2012, Hồ Cẩm Đào được cho là đã lên án Vương là kẻ phản bội Đảng cộng sản Trung Quốc và đất nước trong một cuộc gặp nội bộ của các thành viên ban tham vấn chính trị Đảng. Tân Hoa Xã tường thuật vào tháng 6 năm 2012 rằng Vương đã từ chức đại biểu quốc hội.

## Xét xử và tuyên án
Tháng 9 năm 2012, Vượng bị buộc tội lạm dụng quyền lực, nhận hối lộ, ly khai và "lợi dụng pháp luật vì mục đích cá nhân". Ông bị tuyên án 15 năm tù và không có kháng cáo.